# اینگبورگ راپوپورت
اینگبورگ راپوپورت (انگلیسی: Ingeborg Rapoport؛ زادهٔ ۲ سپتامبر ۱۹۱۲ - درگذشته ۲۳ مارس ۲۰۱۷) یک نئوناتولوژیست آلمانی بود. این بازماندهٔ هولوکاست که ناسیونال سوسیالیست‌ها در سال ۱۹۳۸ دکترایش را به او ندادند، با دریافت این مدرک در سال ۲۰۱۵ در ۱۰۲ سالگی، پیرترین شخصی شد که دکترا گرفته است.
اینگبورگ راپوپورت در حدود سال ۱۹۱۳ با نام اینگبورگ زیلم متولد شد. او در خانواده‌ای با پدر پروتستان و مادری یهودی پرورش یافت. او به عنوان یک پروتستان بزرگ شد.
راپوپورت در سال ۱۹۳۸ دانشجوی دکترای دانشگاه هامبورگ در آلمان نازی بود.< کار او با الهام از کار آلبرت شوایتزر بود. او پایان نامهٔ دکترای خود را دربارهٔ دیفتری نوشت و ارسال کرد. از آنجا که از سوی ناسیونال سوسیالیست‌ها دورگه یهودی آریایی شناخته می‌شد، اجازهٔ پایان‌نامهنیافت و مدرک دکترا به او اعطا نشد
راپوپورت در سالس ۱۹۳۸ به آمریکا مهاجرت کرده و در مدارس پزشکی در بروکلین، بالتیمور و اوهایو کاراموزی کرد. او در دانشگاهی در فیلادلفیا تحصیل خود را ادامه داد و دکترای پزشکی دریافت کرد.
او هفتاد و هفت سال پس از ارسال پایان نامهٔ دکترایش، در مه ۲۰۱۵ نهایتاً اجازه یافت از آن در برابر کمیتهٔ هیئت علمی دانشگاه هامبورگ دفاع کند و در سن ۱۰۲ سالگی مدرک دکترا به او اعطا شد. راپوپورت در ۲۳ مارس ۲۰۱۷ در سن ۱۰۴ سالگی درگذشت.